# Persone di cognome Kelly
| Questa pagina contiene informazioni ricavate automaticamente dalle voci biografiche con l'ausilio del template Bio e di un bot. L'aggiornamento è periodico e automatico e ricostruisce completamente la pagina. Se manca una persona in questa lista, sei pregato di non aggiungerla, ma accertati piuttosto che la sua voce biografica contenga il template Bio e che i dati anagrafici siano correttamente compilati. Se il template Bio manca, inseriscilo tu stesso o, in alternativa, metti l'avviso {{tmp\|Bio}} che ne segnala la mancanza. Se i dati riportati sono sbagliati, correggi direttamente la voce biografica; le modifiche saranno visibili in questa lista entro pochi giorni. Per chiarimenti vedi il progetto antroponimi. La lista contiene solo le 174 persone che sono citate nell'enciclopedia e per le quali è stato implementato correttamente il template Bio. Pagina aggiornata al 7 ago 2025. |

Questa è una lista di persone presenti nell'enciclopedia che hanno il cognome Kelly, suddivise per attività principale.

## Allenatori di calcio(3)
- Alan Kelly, allenatore di calcio e ex calciatore irlandese (Preston, n. 1968)
- David Kelly, allenatore di calcio e ex calciatore irlandese (Birmingham, n. 1965)
- Rob Kelly, allenatore di calcio e ex calciatore inglese (Birmingham, n. 1964)

## Allenatori di football americano(1)
- Chip Kelly, allenatore di football americano statunitense (Dover, n. 1963)

## Arbitri di calcio(1)
- Alan Kelly, arbitro di calcio irlandese (Cork, n. 1975)

## Architetti del paesaggio(1)
- Bruce Kelly, architetto del paesaggio statunitense (Wrens, n. 1948 - New York, † 1993)

## Astronauti(3)
- James McNeal Kelly, ex astronauta statunitense (Burlington, n. 1964)
- Mark Kelly, ex astronauta, ufficiale e politico statunitense (Orange, n. 1964)
- Scott Joseph Kelly, ex astronauta e ufficiale statunitense (Orange, n. 1964)

## Attori(17)
- Brendan Kelly, attore irlandese (Dublino, n. 1964)
- Brett Kelly, attore canadese (Vancouver, n. 1993)
- Brian Kelly, attore statunitense (Detroit, n. 1931 - Voorhees, † 2005)
- Chance Kelly, attore statunitense (Armonk, n. 1967)
- Daniel Hugh Kelly, attore statunitense (Elizabeth, n. 1952)
- David Kelly, attore irlandese (Dublino, n. 1929 - Dublino, † 2012)
- David Patrick Kelly, attore e musicista statunitense (Detroit, n. 1951)
- Frank Kelly, attore e comico irlandese (Irlanda, n. 1938 - Dublino, † 2016)
- Jack Kelly, attore statunitense (New York, n. 1927 - Huntington Beach, † 1992)
- Jim Kelly, attore e karateka statunitense (Millersburg, n. 1946 - San Diego, † 2013)
- Josh Kelly, attore statunitense (Yokosuka, n. 1982)
- Justin Kelly, attore canadese (Toronto, n. 1992)
- Matthew Kelly, attore inglese (Urmston, n. 1950)
- Michael Kelly, attore statunitense (Filadelfia, n. 1969)
- Morgan Kelly, attore canadese (Montréal, n. 1976)
- Paul Kelly, attore statunitense (New York, n. 1899 - Beverly Hills, † 1956)
- Terence Kelly, attore canadese (Toronto, n. 1944)

## Attrici(15)
- Aimée Kelly, attrice inglese (Newcastle upon Tyne, n. 1993)
- Dorothy Kelly, attrice statunitense (Filadelfia, n. 1894 - Minneapolis, † 1966)
- Grace Kelly, attrice e modella statunitense (Filadelfia, n. 1929 - Monaco, † 1982)
- Jean Louisa Kelly, attrice e cantante statunitense (Worcester, n. 1972)
- Joanne Kelly, attrice canadese (Bay d'Espoir, n. 1978)
- Katherine Kelly, attrice britannica (Barnsley, n. 1979)
- Kitty Kelly, attrice statunitense (New York, n. 1902 - Hollywood, † 1968)
- Laura Michelle Kelly, attrice e cantante britannica (Totton and Eling, n. 1981)
- Lisa Robin Kelly, attrice statunitense (Southington, n. 1970 - Los Angeles, † 2013)
- Marlo Kelly, attrice australiana (Sydney, n. 1996)
- Martha Kelly, attrice statunitense (Torrance, n. 1968)
- Moira Kelly, attrice statunitense (New York, n. 1968)
- Nancy Kelly, attrice statunitense (Lowell, n. 1921 - Bel Air, † 1995)
- Patsy Kelly, attrice statunitense (Brooklyn, n. 1910 - Woodland Hills, † 1981)
- Paula Kelly, attrice, cantante e ballerina statunitense (Jacksonville, n. 1942 - Whittier, † 2020)

## Attrici pornografiche(2)
- Angel Kelly, ex attrice pornografica e regista statunitense (Lansing, n. 1962)
- Jill Kelly, attrice pornografica e regista statunitense (Pomona, n. 1971)

## Autori televisivi(1)
- Chris Kelly, autore televisivo, sceneggiatore e regista statunitense (Sacramento, n. 1983)

## Batteristi(1)
- Johnny Kelly, batterista statunitense (Brooklyn, n. 1968)

## Calciatori(25)
- Georgie Kelly, calciatore irlandese (Donegal Town, n. 1996)
- Alan James Alexander Kelly, calciatore e allenatore di calcio irlandese (Bray, n. 1936 - Maryland, † 2009)
- Dane Kelly, calciatore giamaicano (Parrocchia di Saint Catherine, n. 1991)
- Eddie Kelly, ex calciatore scozzese (Glasgow, n. 1951)
- Gary Kelly, ex calciatore irlandese (Drogheda, n. 1974)
- Jimmy Kelly, ex calciatore nordirlandese (Crumlin, n. 1954)
- Jimmy Kelly, ex calciatore inglese (Carlisle, n. 1957)
- Jimmy Kelly, calciatore irlandese (Ballybofey, n. 1910 - † 1970)
- Keith Kelly, ex calciatore giamaicano (Port Royal, n. 1983)
- Kyle Kelly, calciatore nevisiano (Northampton, n. 2005)
- Liam Kelly, calciatore scozzese (Milton Keynes, n. 1990)
- Liam Kelly, calciatore irlandese (Basingstoke, n. 1995)
- Liam Kelly, calciatore scozzese (Glasgow, n. 1996)
- Lloyd Kelly, calciatore inglese (Bristol, n. 1998)
- Martin Kelly, calciatore inglese (Whiston, n. 1990)
- Mike Kelly, ex calciatore inglese (Northampton, n. 1942)
- Phil Kelly, calciatore irlandese (Dublino, n. 1939 - Norwich, † 2012)
- Bob Kelly, calciatore e allenatore di calcio inglese (Ashton-in-Makerfield, n. 1893 - The Fylde, † 1969)
- Santiago Kelly, calciatore argentino (n. 1921)
- Sean Kelly, calciatore scozzese (Glasgow, n. 1993)
- Stephen Kelly, ex calciatore irlandese (Dublino, n. 1983)
- Stephen Kelly, calciatore scozzese (Port Glasgow, n. 2000)
- Tommy Kelly, ex calciatore irlandese (Dublino)
- Walter Kelly, calciatore scozzese (Cowdenbeath, n. 1929 - Dunfermline, † 1993)
- Willie Kelly, calciatore scozzese (Hill of Beath, n. 1922 - Blackburn, † 1996)

## Calciatrici(2)
- Chloe Kelly, calciatrice inglese (Londra, n. 1998)
- Maegan Kelly, calciatrice statunitense (Kansas City, n. 1992)

## Canoisti(1)
- Barry Kelly, ex canoista australiano (n. 1954)

## Canottieri(3)
- Frederick Septimus Kelly, canottiere britannico (Sydney, n. 1881 - Beaucourt-sur-l'Ancre, † 1916)
- Jack Kelly, canottiere e imprenditore statunitense (Filadelfia, n. 1889 - Filadelfia, † 1960)
- Jack Kelly, canottiere e imprenditore statunitense (Filadelfia, n. 1927 - Filadelfia, † 1985)

## Cantanti(9)
- Dave Kelly, cantante e chitarrista inglese (Streatham, n. 1947)
- Jo-Ann Kelly, cantante e chitarrista inglese (Londra, n. 1944 - Londra, † 1990)
- Luke Kelly, cantante e suonatore di banjo irlandese (Dublino, n. 1940 - Dublino, † 1984)
- Maite Kelly, cantante e attrice irlandese (Berlino Ovest, n. 1979)
- Michael Kelly, cantante e compositore irlandese (Dublino, n. 1762 - Londra, † 1826)
- Natália Kelly, cantante statunitense (Hartford, n. 1994)
- Pat Kelly, cantante giamaicano (Kingston, n. 1949 - † 2019)
- Roberta Kelly, cantante statunitense (Los Angeles, n. 1942)
- Scott Kelly, cantante e chitarrista statunitense (Evanston, n. 1967)

## Cantautori(2)
- R. Kelly, cantautore, produttore discografico e criminale statunitense (Chicago, n. 1967)
- Paul Kelly, cantautore e chitarrista australiano (Adelaide, n. 1955)

## Cantautrici(1)
- Tori Kelly, cantautrice e attrice statunitense (Wildomar, n. 1992)

## Cestiste(1)
- Crystal Kelly, ex cestista e allenatrice di pallacanestro statunitense (Louisville, n. 1986)

## Cestisti(12)
- C.J. Kelly, cestista statunitense (Long Island City, n. 1998)
- Jerry Kelly, cestista statunitense (Union City, n. 1918 - Carson City, † 1996)
- Tom Kelly, cestista statunitense (New York, n. 1924 - Santa Barbara, † 2008)
- Tony Kelly, cestista statunitense (Chicago, n. 1919 - Oak Lawn, † 1987)
- Arvesta Kelly, ex cestista statunitense (Jackson, n. 1945)
- Curtis Kelly, ex cestista statunitense (New York, n. 1988)
- Darren Kelly, ex cestista statunitense (Forrestville, n. 1978)
- James Kelly, cestista statunitense (Ann Arbor, n. 1993)
- Jeremy Kelly, ex cestista statunitense (Louisville, n. 1982)
- Raijon Kelly, cestista statunitense (Saint Paul, n. 1993)
- Rashard Kelly, cestista statunitense (Fredericksburg, n. 1995)
- Ryan Kelly, cestista statunitense (Carmel, n. 1991)

## Chitarristi(2)
- Bradford Kelly, chitarrista australiano (Los Angeles, † 2004)
- Tim Kelly, chitarrista statunitense (Trenton, n. 1963 - Bagdad, † 1998)

## Circensi(1)
- Emmett Kelly, circense statunitense (Sedan, n. 1898 - † 1979)

## Costumisti(1)
- Orry-Kelly, costumista australiano (Kiama, n. 1897 - Hollywood, † 1964)

## Criminali(2)
- Ned Kelly, criminale australiano (Victoria, n. 1855 - Melbourne, † 1880)
- George R. Kelly, criminale statunitense (Memphis, n. 1895 - Leavenworth, † 1954)

## Danzatori(1)
- Gene Kelly, ballerino, attore e cantante statunitense (Pittsburgh, n. 1912 - Beverly Hills, † 1996)

## Dirigenti sportivi(1)
- Sean Kelly, dirigente sportivo e ex ciclista su strada irlandese (Waterford, n. 1956)

## Drammaturghi(2)
- Dennis Kelly, commediografo, sceneggiatore e librettista britannico (Londra, n. 1970)
- George Kelly, commediografo, sceneggiatore e regista teatrale statunitense (Filadelfia, n. 1887 - Bryn Mawr, † 1974)

## Fotografi(1)
- Tony Kelly, fotografo irlandese (Dublino, n. 1975)

## Fumettisti(1)
- Joe Kelly, fumettista, scrittore e produttore televisivo statunitense (n. 1971)

## Ginecologi(1)
- Howard Atwood Kelly, ginecologo statunitense (Camden, n. 1858 - † 1943)

## Giocatori di baseball(4)
- George Kelly, giocatore di baseball statunitense (San Francisco, n. 1895 - Burlingame, † 1984)
- Joe Kelly, giocatore di baseball statunitense (Anaheim, n. 1988)
- King Kelly, giocatore di baseball e allenatore di baseball statunitense (Troy, n. 1857 - Boston, † 1894)
- Ty Kelly, giocatore di baseball statunitense (Dallas, n. 1988)

## Giocatori di football americano(8)
- Brian Kelly, ex giocatore di football americano statunitense (Las Vegas, n. 1976)
- Dennis Kelly, giocatore di football americano statunitense (Chicago Heights, n. 1990)
- Jim Kelly, ex giocatore di football americano statunitense (Pittsburgh, n. 1960)
- Kyu Kelly, giocatore di football americano statunitense (Las Vegas, n. 2001)
- Leroy Kelly, ex giocatore di football americano statunitense (Filadelfia, n. 1942)
- Ryan Kelly, giocatore di football americano statunitense (West Chester, n. 1993)
- Todd Kelly, ex giocatore di football americano statunitense (Hampton, n. 1970)
- Tommy Kelly, giocatore di football americano statunitense (Jackson, n. 1980)

## Giornaliste(1)
- Megyn Kelly, giornalista e conduttrice televisiva statunitense (Champaign, n. 1970)

## Hockeisti su ghiaccio(2)
- J. Bob Kelly, ex hockeista su ghiaccio canadese (Fort William, n. 1946)
- Red Kelly, hockeista su ghiaccio e allenatore di hockey su ghiaccio canadese (Simcoe, n. 1927 - Toronto, † 2019)

## Inventori(1)
- William Kelly, inventore statunitense (Pittsburgh, n. 1811 - Louisville, † 1888)

## Judoka(1)
- Daniel Kelly, judoka e artista marziale misto australiano (Melbourne, n. 1977)

## Lottatori(1)
- Jamill Kelly, ex lottatore statunitense (Atwater, n. 1977)

## Lunghisti(1)
- Daniel Kelly, lunghista statunitense (Pueblo, n. 1883 - Fernie, † 1920)

## Mafiosi(1)
- Paul Kelly, mafioso statunitense (Pietrapertosa, n. 1876 - New York, † 1936)

## Microbiologi(1)
- David Kelly, microbiologo e virologo britannico (Rhondda, n. 1944 - Oxfordshire, † 2003)

## Militari(1)
- Charles E. Kelly, militare statunitense (Pittsburgh, n. 1920 - Pittsburgh, † 1985)

## Ostacolisti(1)
- Fred Kelly, ostacolista statunitense (Beaumont, n. 1891 - Medford, † 1974)

## Parolieri(1)
- Claude Kelly, paroliere e compositore statunitense (New York, n. 1980)

## Pianisti(1)
- Wynton Kelly, pianista statunitense (Brooklyn, n. 1931 - Toronto, † 1971)

## Piloti automobilistici(1)
- Joe Kelly, pilota automobilistico irlandese (Dublino, n. 1913 - Neston, † 1993)

## Piloti motociclistici(1)
- Sean Dylan Kelly, pilota motociclistico statunitense (Hollywood, n. 2002)

## Pistard(1)
- Shane Kelly, ex pistard australiano (Ararat, n. 1972)

## Pittori(2)
- Ellsworth Kelly, pittore e scultore statunitense (Newburgh, n. 1923 - New York, † 2015)
- Ken Kelly, pittore statunitense (New London, n. 1946 - † 2022)

## Politiche(3)
- Laura Kelly, politica statunitense (New York, n. 1950)
- Petra Kelly, politica e attivista tedesca (Günzburg, n. 1947 - Bonn, † 1992)
- Robin Kelly, politica statunitense (New York, n. 1956)

## Politici(4)
- Mike Kelly, politico statunitense (Pittsburgh, n. 1948)
- John F. Kelly, politico statunitense (Boston, n. 1950)
- Mike Kelly, politico e avvocato australiano (Adelaide, n. 1960)
- Trent Kelly, politico statunitense (Union, n. 1966)

## Psicologi(1)
- George Kelly, psicologo statunitense (Perth, n. 1905 - Waltham, † 1967)

## Rapper(2)
- Iggy Azalea, rapper australiana (Sydney, n. 1990)
- Rico Nasty, rapper, cantautrice e produttrice discografica statunitense (Largo, n. 1997)

## Registi(2)
- Justin Kelly, regista e sceneggiatore statunitense (Jennings, n. 1978)
- Richard Kelly, regista, sceneggiatore e produttore cinematografico statunitense (Newport News, n. 1975)

## Rugbisti a 15(1)
- John Kelly, ex rugbista a 15, dirigente d'azienda e dirigente sportivo irlandese (Dublino, n. 1974)

## Saggisti(1)
- Kevin Kelly, saggista, fotografo e ambientalista statunitense (Pennsylvania, n. 1952)

## Sceneggiatori(2)
- Anthony Paul Kelly, sceneggiatore e commediografo statunitense (n. 1897 - New York, † 1932)
- Casper Kelly, sceneggiatore, regista e produttore televisivo statunitense

## Sciatori alpini(1)
- Todd Kelly, ex sciatore alpino statunitense (n. 1969)

## Sciatrici alpine(1)
- Gail Kelly, ex sciatrice alpina canadese (n. 1979)

## Scrittori di fantascienza(1)
- James Patrick Kelly, autore di fantascienza statunitense (Mineola, n. 1951)

## Snowboarder(1)
- Craig Kelly, snowboarder statunitense (Granite City, n. 1966 - Revelstoke, † 2003)

## Tastieristi(1)
- Mark Kelly, tastierista irlandese (Dublino, n. 1961)

## Tuffatrici(1)
- Maya Kelly, tuffatrice statunitense (Minneapolis, n. 2006)

## Vescove luterane(1)
- Leontine T. Kelly, vescova luterana statunitense (Georgetown, n. 1920 - Oakland, † 2012)

## Vescovi(1)
- Clarence Kelly, vescovo statunitense (Brooklyn, n. 1941 - † 2023)

## Vescovi cattolici(3)
- Denis Kelly, vescovo cattolico irlandese (Nenagh, n. 1852 - Cobh, † 1924)
- Edward Francis Kelly, vescovo cattolico australiano (Wellington, n. 1917 - Tugun, † 1994)
- John Gregory Kelly, vescovo cattolico statunitense (Le Mars, n. 1956)

## Wrestler(2)
- Gigi Dolin, wrestler statunitense (Douglasville, n. 1997)
- Byron Saxton, wrestler statunitense (Burke, n. 1981)

## Senza attività specificata(1)
- Mary Jane Kelly, irlandese (Limerick, n. 1863 - Londra, † 1888)